# Rivista storica italiana
Rivista Storica Italiana est une revue universitaire italienne publiant des articles dans le domaine de l'histoire.
La revue est appelée « Le vieillard des journaux d’histoire italienne » et est remarquée pour sa large gamme de sujets et de chronologie et pour ses longs articles, souvent 50 pages ou plus.

## Histoire
La revue est créée en 1884 et couvre l'étude de tous les grands domaines de l'histoire, anciens et modernes, dans une perspective régionale et globale, et est publiée en italien trois fois par an (au printemps, en été et en hiver) par Edizioni Scientifiche Italiane.

## Indices
D'après le site internet de référencement de revue de publication Resurchify, la revue possède un indice h de 7 et un facteur d'impact de 0.10 (pour l'année 2020).